# Karl Michael von Pauerspach
Karl Michael von Pauerspach (* vor dem/am 8. Februar 1737 in Wien; † 9. August 1802 in Nürnberg) war ein Theaterdirektor zu Schloss Eszterház, später auch Schloss Esterházy genannt, Schriftsteller, Jurist und Postkommissar in Regensburg und Nürnberg.
Er wirkte als Theaterschriftsteller und Jurist u. a. in Wien, konstruierte eine Marionettenbühne, die 1772 für das Schloss Eszterház – östlich von Ödenburg gelegen – angekauft wurde und für die er etliche Werke schrieb, leitete um 1775 mehrere Jahre als Direktor das Marionettentheater und das Operntheater zu Eszterház und arbeitete mit Joseph Haydn zusammen. Nach einem kurzen Aufenthalt in Wien 1778 übersiedelte er nach Regensburg und trat schließlich 1781 als Postkommissar in den Dienst des Fürstenhauses Thurn und Taxis und wirkte in dieser Funktion in Regensburg und Nürnberg. Sein Name wurde und wird noch irrtümlich mit „Joseph von Pauerspach/Pauersbach“ angegeben.

## Leben

### Kindheit, Jugend, berufliches und schriftstellerisches Wirken in Wien bis ca. 1775
Karl Michael von Pauerspach, auch „Carl“ und „Pauersbach“ geschrieben, wurde als erstes Kind des Ehepaares Johann Michael und Theresia Pauersbach am 8. Februar 1737 in der Schottenkirche in Wien getauft. Sein Vater wurde 1763 nobilitiert, seitdem nannte sich die Familie „von Pauersbach/Pauerspach“. Über seine Kindheit und seinen Bildungsgang ist nichts Näheres bekannt, er betonte 1797 in seinem Lebenslauf, „Jura – Cammeralia – Commissariatica – Politica“ studiert und abgeschlossen zu haben. Nach Aufenthalten in Süddeutschland war er ab 1767/68 als Sekretär der niederösterreichischen Landrechte, also in der Landesregierung, tätig. In dieser Funktion ist er trotz seiner (gleichzeitigen) leitenden künstlerischen und administrativen Tätigkeit in Eszterház bis 1775 nachgewiesen. Sein Hauptinteresse galt dem Marionettenspiel und dem Sprechtheater. Sein erstes Theaterstück, das Nachspiel Die indianische Wittwe oder Der Scheiterhaufen, eine umfassende Neugestaltung der Vorlage von Nicolas-Étienne Framéry, wurde mit großem Erfolg am 26. April 1772 am Wiener Kärntnertortheater uraufgeführt. Von den weiteren Werken dieser ersten Wiener Schaffensperiode hielt sich nur das „heroische Drama“ Zwo Königinnen. Oder Wettstreit weiblicher Freundschaft – nach einer Vorlage von Claude-Joseph Dorat – längere Zeit im Repertoire zeitgenössischer Bühnen. Bemerkenswert ist sein prononciertes Auftreten gegen antisemitische Tendenzen seiner Zeit im Lustspiel Der redliche Bauer, und großmüthige Jud. oder der glückliche Jahrtag (Wien 1774).

### Tätigkeit zu Eszterház 1772 bis 1778

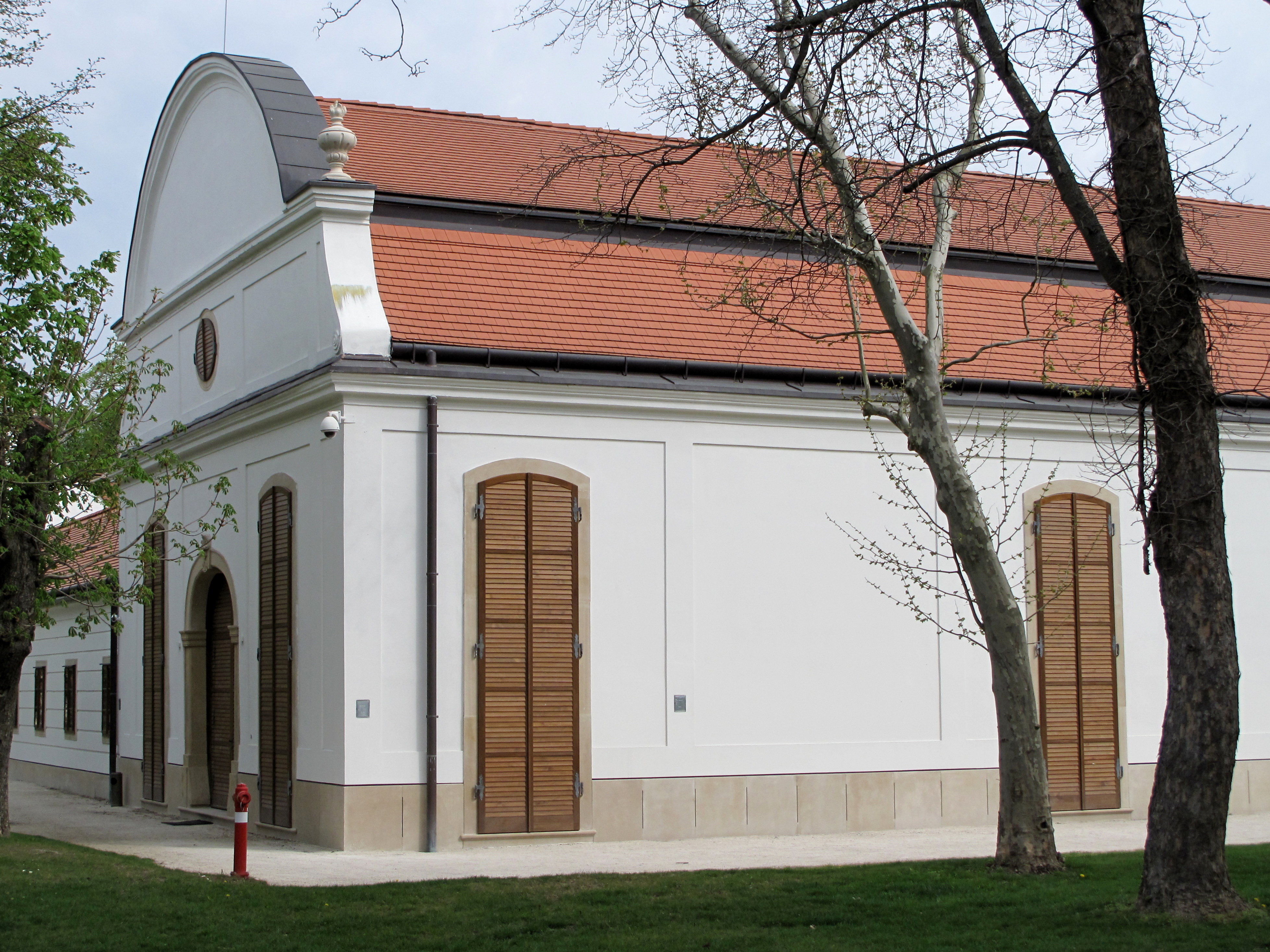
Schloss Eszterház, Marionettenspielhaus

Pauerspach muss bereits während seiner Kindheit in Wien Marionettenspieler kennengelernt haben, die in unmittelbarer Nähe seiner Wohnstätte – z. B. auf der Freyung oder dem Judenplatz – auftraten. In der Folge konstruierte er eine technisch hoch elaborierte Marionettenbühne, die in Brunn am Gebirge, einem Ort südwestlich von Wien, aufgestellt wurde und auf der er selbst spielte. Vermutlich durch Vermittlung der Familie Kees bzw. Joseph Haydns und auf Anordnung von Fürst Nicolaus I. Esterházy wurden die Bühnenmaschinerie, Marionettenfiguren, Kostüme und Textbücher 1772 für die Mitwirkung an einem Fest nach Schloss Eszterház – ab dem 19. Jhdt. Schloss Eszterháza genannt – transportiert. Am 23. Juli 1772 wurde der gesamte Bestand um 300 Dukaten für den fürstlichen Hof mit der Bedingung erworben, dass Pauerspach das Theater „Jahr und Tag“ selbst leitet. Ein bereits bestehender, repräsentativer Grottensaal nahe dem Hauptgebäude des  Schlosses wurde für die Bedürfnisse der Marionettenbühne umgebaut. Das neue und europaweit gerühmte, architektonisch sehr ungewöhnliche Marionettentheater wurde am 2. September 1773 in Anwesenheit der ungarischen Königin Maria Theresia und Mitglieder der kaiserlichen Familie mit Haydns Marionettenoper Philemon und Baucis und dem Vorspiel Der Götterrath eröffnet.
In den folgenden Jahren wurde das Marionettentheater zu einem festen Bestandteil des höfisch-kulturellen Lebens, Vorstellungen fanden schließlich wöchentlich statt und waren auch den Hofangestellten und den Einwohnern der umliegenden Orte grundsätzlich kostenlos zugänglich. Aufführungen wurden von dreißig bis sechzig Personen im Bühnenbereich unterstützt, das Bühnenorchester zählte jeweils rund sechzehn Musiker. Pauerspach leitete das Marionettentheater und zugleich die fürstliche Oper und versuchte anfangs diese Tätigkeit parallel zu seinem offiziellen Beruf in Wien auszuüben. Ab dem Frühjahr 1775 war er nur mehr als Direktor der beiden Theater zu Eszterház künstlerisch und administrativ tätig. Zu den Höhepunkten seiner Tätigkeit zählt die Einladung des Marionettenensembles zu einem Gastspiel nach Wien im Juli 1777, wo im Beisein Maria Theresias und ihrer Gäste im Schlosstheater von Schönbrunn Alceste und der Hexenschabbas gegeben wurden. Ab 1776 stand das Opernhaus im Mittelpunkt seiner Tätigkeit, das Marionettentheater wurde aber weiterhin bis 1777 regelmäßig, nach seinem Abgang von Eszterház im Jänner 1778 bis 1783 aber nur mehr selten bespielt.

### Rückkehr nach Wien und Heirat 1778
Im Jänner 1778 nahm Pauerspach einen geringfügigen Vorfall zum Anlass, um gemeinsam mit seiner späteren Gattin Maria Anna Tauber in Eszterház zu kündigen und nach Wien zu übersiedeln. Der erhoffte Erfolg in der Wiener Theaterszene wurde aber für beide nicht Realität, Pauerspachs Schauspiele hielten sich nicht auf dem Spielplan, die Gesangskarriere seiner späteren Frau verlief nicht so erfolgreich wie erhofft. Nach der Heirat am 18. Oktober 1778 im Wiener Stephansdom übersiedelte das Paar nach Regensburg, dem Heimatort von Maria Anna Tauber, wo 1782 der Sohn Karl Anselm geboren wurde.

### Aufenthalt und berufliches Wirken in Regensburg und Nürnberg (1778–1802)
In Regensburg fanden die Werke von Pauerspach zwar Anerkennung, er musste sich aber schließlich ab 1781 dem Beruf eines Postkommissars in fürstlich Thurn und Taxisschen Diensten widmen. In dieser Funktion unternahm er 1782/83 Visitationsreisen, deren detaillierte Protokolle wesentliche Quellen für die Landeskunde des süddeutschen Raumes sind. Ab 1786 amtierte Pauerspach in Nürnberg und leitete die Verwaltung der fahrenden Posten.
Pauerspach hielt in diesen Jahren durchwegs brieflichen Kontakt zum jeweiligen Fürsten Esterházy und hoffte auf eine Rückkehr mit seiner Familie nach Eszterház bzw. Eisenstadt. Auffällig ist, dass er sich häufig ungarischen (burgenländischen) Wein aus der Umgebung von Eisenstadt nach Nürnberg senden ließ.
Er verstarb in Nürnberg am 9. August 1802.

### Irrtümliche Namenszuordnung – „Joseph“ statt „Karl/Carl“
Auch heute noch wird sein Name in Katalogen und in der Literatur öfters irrtümlich mit „Joseph von P.“ oder „Joseph Karl von P.“ etc. angegeben. Ursache dafür ist die falsche Namensangabe „Joseph von P.“ in Ignaz de Lucas‘ 1776 bis 1778 in Wien erschienenem Gelehrtenlexikon Das gelehrte Österreich. Diese Namensnennung wurde von weiteren Verzeichnissen übernommen, so auch von Constantin von Wurzbach für das Biographische Lexicon des Kaiserthums Österreich, Bd. 21, S. 366. Erst im 1964 von Giebisch-Gugitz herausgegebenen Bio-bibliographischen Literaturlexikon Österreichs wurde der Irrtum eindeutig korrigiert. In Textbüchern und in zeitgenössischen Quellen ist eindeutig die Schreibung „Karl/Carl von P.“ belegt.

## Werke

### Theaterstücke/Opernlibretti für Wien und Eszterház
- Die Indianische Wittwe. Ein Lustspiel in einem Aufzug – Nachspiel – UA Wien 1772
- Schach Hussein ein Urbild ohne Nachbild, oder das redende Schooß-Hündchen. Ein dialogiertes Märchen in drey Aufzügen – Schauspiel – UA Wien 1773
- Zwo Königinnen. Oder Wettstreit weiblicher Freundschaft. Ein heroisches Drama in fünf Aufzügen – Schauspiel – UA Eszterház 1773
- Der redliche Bauer, und großmüthige Jud. oder der glückliche Jahrtag. Ein Lustspiel in drey Aufzügen – Lustspiel – UA Wien 1774
- Der Todte, ein Freyer. Ein Lustspiel in zween Aufzügen – Lustspiel – UA Wien 1778
- Der Herr Gevatter. Etwas für Land- und Eheleute. Ein ländliches Lustspiel in einem Aufzuge – Lustspiel – UA Wien 1778
- Gesänge zur Alceste. Einer lustigen Opera Seria in drey Aufzügen – Opernlibretto (Musik K. v. Ordonez, nach Chr. W. Gluck) – UA Wien 1783
- Orfeus und Euridice – Opernlibretto (Manuskript) – Regensburg 1783/84

### Marionettentheaterspiele/Marionettenopern für Eszterház

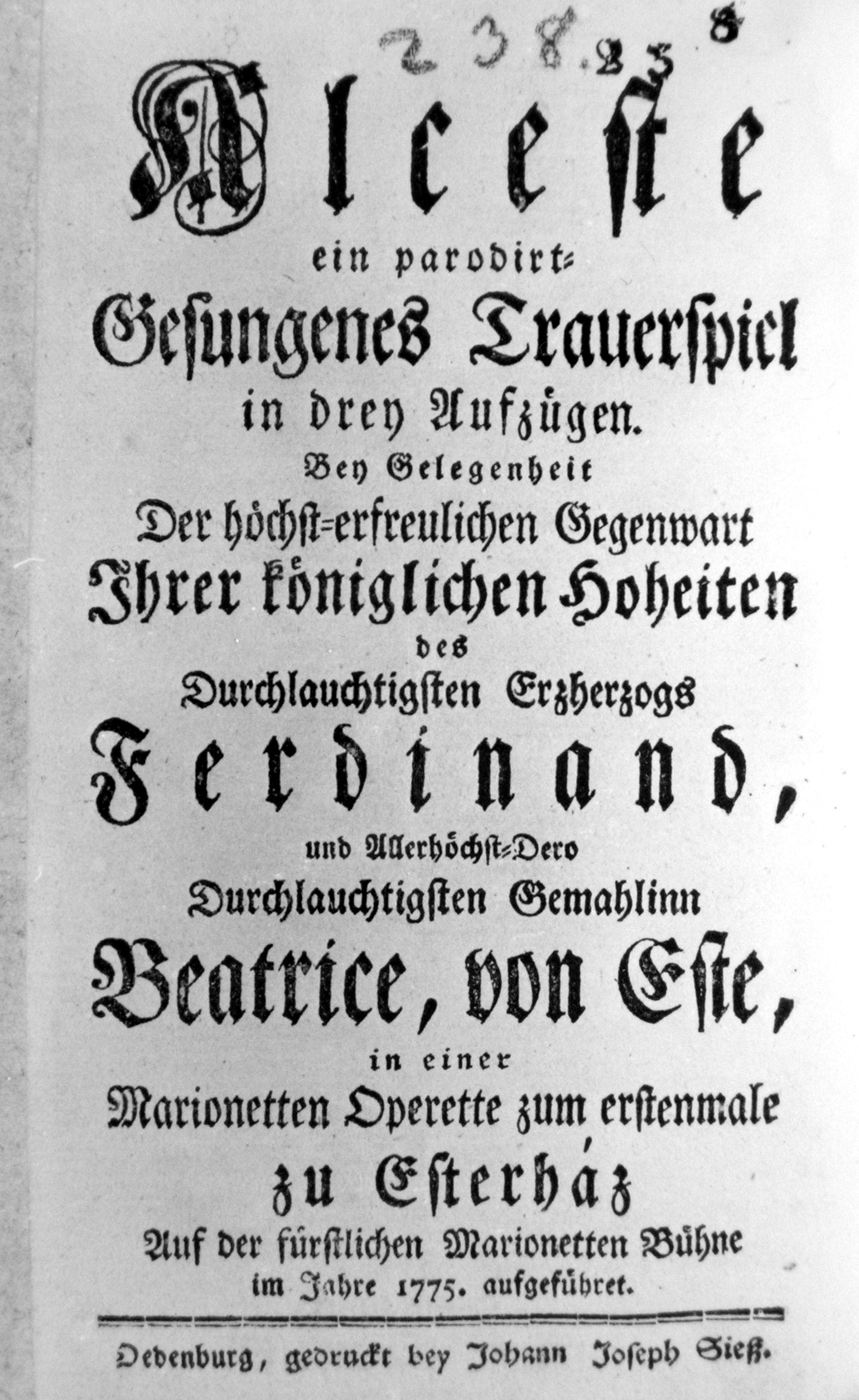
Textbuch der Marionettenoper Alceste, Titelseite 1775

- Die Probe der Liebe – Marionettenspiel – UA Eszterház 1774
- Genovefa – erster bis vierter Teil – Marionettenoperette (Musik J. Haydn?) – UA Eszterház 1774/75/76/77
- Alceste ein parodirt-Gesungenes Trauerspiel in drey Aufzügen – Marionettenoperette (Musik K. v. Ordonez, nach Chr. W. Gluck) – UA Eszterház 1775 von Pauerspach

### Bearbeitungen mit unsicherer bzw. nur möglicher Zuordnung zu Pauerspach, Werke mit (nur) möglicher Mitarbeit von Pauerspach
- Der Götterrath – Vorspiel / Marionettenspiel (Musik J. Haydn) – UA Eszterház 1773
- Philemon und Baucis oder Jupiters Reise auf die Erde – Marionettenoperette / Schauspiel mit Gesang (Musik J. Haydn) – UA Eszterház 1773
- Der Hexenschabbas, ein Marionettenfest in einem Aufzuge – Marionettenspiel (Musik J. Haydn) – UA Eszterház 1773
- Philemon und Baucis, Original-Singspiel in einem Aufzuge – zweite Fassung / Singspiel (Musik J. Haydn) – UA Eszterház 1776
- Die Fee Urgele oder was den Damen gefällt – Marionettenoperette (Musik I. Pleyel) – UA Eszterház 1776
- Demophon – Marionettenspiel – UA Eszterház 1776